# Kazimierz Groszyński
Kazimierz Ignacy Groszyński (ur. 1 lutego 1910 w Łodzi, zm. 22 sierpnia 1979) – polski nauczyciel, działacz społeczny i polityk, poseł w latach 1945–1952 (do Krajowej Rady Narodowej oraz na Sejm Ustawodawczy).

## Życiorys
W 1928 r. ukończył Państwowe Gimnazjum im. Mikołaja Kopernika w Łodzi, po czym studiował na Wydziale Humanistycznym Uniwersytetu Poznańskiego (do 1932). Aż do wybuchu wojny pracował jako nauczyciel języka polskiego i historii. Od 1936 był członkiem ZNP, a od 1937 działał również w Stronnictwie Pracy, m.in. jako sekretarz wojewódzki w Łodzi oraz prezes zarządu wojewódzkiego. Był członkiem Rady Naczelnej SP.
W czasie II wojny światowej pracował jako robotnik w rodzinnej Łodzi.

Po 1945 zatrudniony jako dyrektor Oddziału Centrali Rzemieślniczej, a później prezes zarządu Związku Spółdzielni Rzemieślniczych w Łodzi. W 1951 rozpoczął pracę w Warszawie jako dyrektor Biura Kongresu Nauki Polskiej oraz Biura Komisji Organizacyjnej PAN. Po utworzeniu Polskiej Akademii Nauk objął stanowisko dyrektora Biura Prezydialnego. Później pracował jako dyrektor administracyjny w Instytucie Historii PAN.

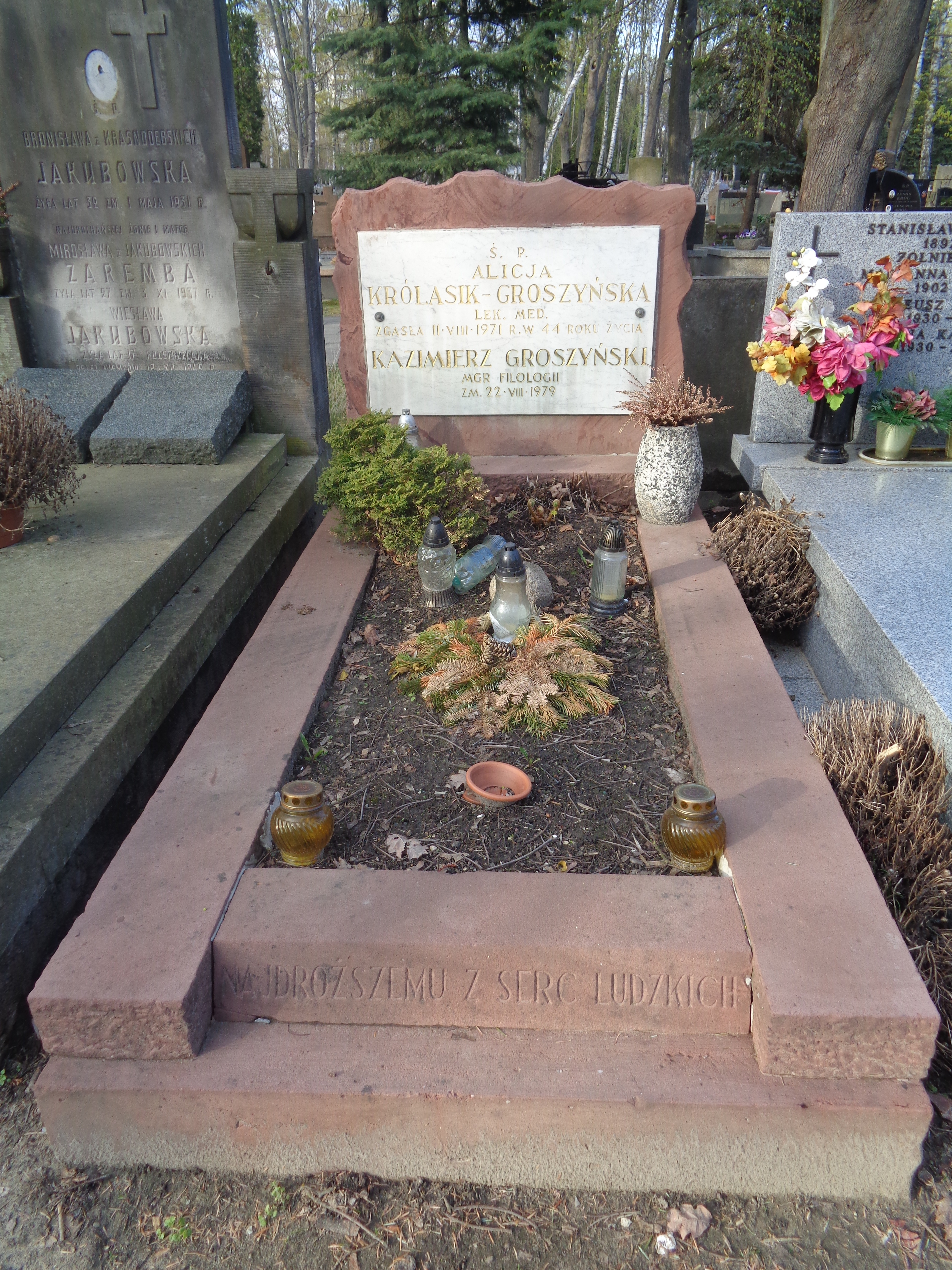
Nagrobek Kazimierza Groszyńskiego na cmentarzu Wojskowym na Powązkach

W 1946 znalazł się w Krajowej Radzie Narodowej. Później został wybrany do Sejmu Ustawodawczego, gdzie zasiadał w Klubie Poselskim SP, a od 1950 SD. Później został członkiem PZPR.
Pochowany na cmentarzu Wojskowym na Powązkach w Warszawie (kwatera B17-2-14).

## Ordery i odznaczenia
- Srebrny Krzyż Zasługi (23 czerwca 1949)[3]
- Medal 10-lecia Polski Ludowej (15 stycznia 1955)[4]